# Sukjong av Goryeo
Sukjong av Goryeo, född 1054, död 1105, var en koreansk monark. Han var kung av Korea 1095–1105. 